# Colcord
Colcord – miasto w Stanach Zjednoczonych, w stanie Oklahoma, w hrabstwie Delaware.